# 鐵金剛勇戰大狂魔
《雷霆殺機》（英語：A View to a Kill），羅渣·摩亞最後一部占士·邦電影。

## 劇情
英國軍情六處特工詹姆士·龐德（代號007）在西伯利亞死去的003身上尋覓回高科技微晶片之後，發現其與最新研製的防磁脈沖一模一樣。龐德將晶片帶回英國後負責去研製此晶片的佐倫企業調查事件的真相。不料龐德的真實身份被佐倫識破。僥倖從湖底逃脫的龐德在佐倫的仇人塞頓小姐的幫助之下發現，原來佐倫妄圖製造大爆炸引發地震和洪水毀滅掉矽谷。

## 演員
- 詹姆士·龐德：羅傑·摩爾
- 史坦西·賽頓：譚雅·羅拔絲
- 麥斯·佐倫：克里斯多夫·華肯
- 美黛：葛蕾斯·瓊斯
- M：勞勃·布朗
- Q先生：戴斯蒙·李維林

## 主題曲
由杜蘭杜蘭（Duran Duran）演唱的的同名歌曲「A View to a Kill」

## 拍攝地點
- 三藩市
- 巴黎